# Мегді Бенатія
Мегді Бенатія (араб. المهدي بنعطية, фр. Mehdi Benatia, нар. 17 квітня 1987, Куркуронн) — марокканський футболіст, захисник катарського клубу «Аль-Духаїль» та національної збірної Марокко.

## Клубна кар'єра

### «Олімпік Марсель»
Народився 17 квітня 1987 року в французькому місті Куркуронн в родині вихідців з Марокко. Вихованець юнацьких команд футбольних клубів «ІНФ Клерфонтен», «Генгам» та «Марсель».
З 2005 року перебував в структурі «Марсель», проте виступав лише за другу команду, через це влітку 2006 року був відданий в оренду в«Тур», в якому провів один сезон, взявши участь у 29 матчах чемпіонату. Наступний сезон провів на правах оренди в «Лор'яні», проте пробитись до основної команди не зумів, зігравши за рік лише один матч в усіх турнірах за основну команду.

### «Клермон»
З 2008 по 2010 рік два сезони грав у складі «Клермона», що грав у Лізі 2.

### «Удінезе»
Своєю грою привернув увагу представників тренерського штабу італійського «Удінезе», до складу якого приєднався влітку 2010 року. Відіграв за команду з Удіне наступні три сезони своєї ігрової кар'єри. Більшість часу, проведеного у складі «Удінезе», був основним гравцем захисту команди.

### «Рома»
До складу клубу «Рома» приєднався 5 липня 2013 року. За марокканського захисника «вовки» заплатили 13,5 млн євро. Провів у Італії один сезон, протягом якого став ключовим гравцем захисту римської команди. 

### «Баварія»
У серпні 2014 року гравець перейшов до мюнхенської«Баварії», уклавши з клубом п'ятирічний контракт. Трансфер захисника обійшовся баварцям у 26 млн євро. Протягом наступних двох років у складі «Баварії» двічі став чемпіоном Німеччини, проте стати гравцем основного складу не зміг.

### «Ювентус»
15 лютого 2016 року марокканця, який не знайшов постійного місця у складі мюнхенського клубу, було віддано в оренду на один сезон до італійського «Ювентуса». У травні наступного, 2017, року туринський клуб скориставця опцією викупу контракту гравця за 17 мільйонів євро. Загалом протягом 2,5 сезонів, проведених в італійській команді, провів у її складі 40 матчів Серії A.

### «Аль-Духаїль»
28 січня 2019 року гравець уклав контракт з катарським клубом «Аль-Духаїль», якому трансфер обійшовся у 8 мільйонів євро (плюс до 2 мільйонів євро бонусів). 

## Виступи за збірні
2004 року дебютував у складі юнацької збірної Франції, взяв участь у 6 іграх на юнацькому рівні.
Незважаючи на це наступного рок вирішив виступати за збірні своєї етнічної батьківщини. 19 листопада 2008 року дебютував в офіційних матчах у складі національної збірної Марокко в грі проти збірної Гамбії. 2015 року став капітаном національної команди.
У складі збірної був учасником Кубка африканських націй 2012 року у Габоні та Екваторіальній Гвінеї, Кубка африканських націй 2013 року у ПАР і Кубка африканських націй 2017 року в Габоні.
2018 року був учасником тогорічного чемпіонату світу, на якому взяв участь у двох перших іграх групового етапу, після яких його команда втратила шанси на продовження боротьби.

## Досягнення
- Чемпіон Німеччини (2):

«Баварія»: 2014–15, 2015–16
- Володар кубка Німеччини (1):

«Баварія»: 2015–16
- Чемпіон Італії (2):

«Ювентус»: 2016–17, 2017–18
- Володар Кубка Італії (2):

«Ювентус»: 2016-17, 2017-18
- Володар Суперкубка Італії (1):

«Ювентус»: 2018
- Чемпіон Катару (1):

«Ад-Духаїль»: 2019-20
- Володар Кубка Еміра Катару (1):

«Ад-Духаїль»: 2019

## Статистика виступів

### Статистика клубних виступів
Станом на 21 листопада 2018
| Сезон               | Команда             | Чемпіонат           | Чемпіонат | Чемпіонат | Національний кубок | Національний кубок | Національний кубок | Єврокубки | Єврокубки | Єврокубки | Інші змагання | Інші змагання | Інші змагання | Усього | Усього |
| Сезон               | Команда             | Ліга                | Ігор      | Голів     | Ліга               | Ігор               | Голів              | Ліга      | Ігор      | Голів     | Ліга          | Ігор          | Голів         | Ігор   | Голів  |
| ------------------- | ------------------- | ------------------- | --------- | --------- | ------------------ | ------------------ | ------------------ | --------- | --------- | --------- | ------------- | ------------- | ------------- | ------ | ------ |
| 2006-07             | «Тур»               | Л2                  | 29        | 0         | КФ+КЛ              | 0+1                | 0                  | —         | —         | —         | —             | —             | —             | 30     | 0      |
| 2007-08             | «Лор'ян»            | Л1                  | 0         | 0         | КФ+КЛ              | 0+1                | 0                  | —         | —         | —         | —             | —             | —             | 1      | 0      |
| 2008-09             | «Клермон»           | Л2                  | 27        | 1         | КФ+КЛ              | 2+0                | 0                  | —         | —         | —         | —             | —             | —             | 29     | 2      |
| 2009-10             | «Клермон»           | L2                  | 30        | 1         | КФ+КЛ              | 1+2                | 1+0                | —         | —         | —         | —             | —             | —             | 33     | 1      |
| Усього за «Клермон» | Усього за «Клермон» | Усього за «Клермон» | 57        | 2         |                    | 5                  | 1                  |           | 0         | 0         |               |               |               | 62     | 3      |
| 2010-11             | «Удінезе»           | A                   | 34        | 3         | КІ                 | 0                  | 0                  | —         | —         | —         | —             | —             | —             | 34     | 3      |
| 2011-12             | «Удінезе»           | A                   | 27        | 1         | КІ                 | 0                  | 0                  | ЛЧ+ЛЄ     | 2+9       | 0+1       | —             | —             | —             | 38     | 2      |
| 2012-13             | «Удінезе»           | A                   | 19        | 2         | КІ                 | 0                  | 0                  | ЛЧ+ЛЄ     | 2+4       | 0+0       | —             | —             | —             | 25     | 2      |
| Усього за «Удінезе» | Усього за «Удінезе» | Усього за «Удінезе» | 80        | 6         |                    | 0                  | 0                  |           | 17        | 1         |               |               |               | 97     | 7      |
| 2013–14             | «Рома»              | A                   | 33        | 5         | КІ                 | 4                  | 0                  | -         | -         | -         | -             | -             | -             | 37     | 5      |
| 2014–15             | «Баварія»           | БЛ                  | 15        | 1         | КН                 | 2                  | 0                  | ЛЧ        | 7         | 1         | СН            | 0             | 0             | 24     | 2      |
| 2015–16             | «Баварія»           | БЛ                  | 14        | 1         | КН                 | 1                  | 0                  | ЛЧ        | 6         | 0         | СН            | 1             | 0             | 22     | 1      |
| Усього за «Баварію» | Усього за «Баварію» | Усього за «Баварію» | 29        | 2         |                    | 3                  | 0                  |           | 13        | 1         |               | 1             | 0             | 46     | 3      |
| 2016–17             | «Ювентус»           | A                   | 15        | 1         | КІ                 | 1                  | 0                  | ЛЧ        | 5         | 0         | СІ            | 0             | 0             | 21     | 1      |
| 2017–18             | «Ювентус»           | A                   | 20        | 2         | КІ                 | 3                  | 2                  | ЛЧ        | 8         | 0         | СІ            | 1             | 0             | 32     | 4      |
| січ. 2019           | «Ювентус»           | A                   | 5         | 0         | КІ                 | 0                  | 0                  | ЛЧ        | 1         | 0         | СІ            | 0             | 0             | 6      | 0      |
| Усього за «Ювентус» | Усього за «Ювентус» | Усього за «Ювентус» | 40        | 3         |                    | 4                  | 2                  |           | 14        | 0         |               | 1             | 0             | 59     | 5      |
| Усього за кар'єру   | Усього за кар'єру   | Усього за кар'єру   | 269       | 18        |                    | 15                 | 2                  |           | 44        | 2         |               | 2             | 0             | 330    | 22     |

### Статистика виступів за збірну
Станом на 21 листопада 2018 року
| Дата       | Місто           | Господарі                        | Результат | Гості                            | Турнір                                      | Голи | Примітки |
| ---------- | --------------- | -------------------------------- | --------- | -------------------------------- | ------------------------------------------- | ---- | -------- |
| 19-11-2008 | Касабланка      | Марокко                          | 3 – 0     | Замбія                           | товариський матч                            | -    | 46'      |
| 31-3-2009  | Лісабон         | Ангола                           | 0 – 2     | Марокко                          | товариський матч                            | -    |          |
| 7-6-2009   | Яунде           | Камерун                          | 0 – 0     | Марокко                          | Відбір до ЧС 2010                           | -    |          |
| 20-6-2009  | Рабат           | Марокко                          | 0 – 0     | Того                             | Відбір до ЧС 2010                           | -    |          |
| 12-8-2009  | Рабат           | Марокко                          | 1 – 1     | Республіка Конго                 | товариський матч                            | -    |          |
| 6-9-2009   | Ломе            | Того                             | 1 – 1     | Марокко                          | Відбір до ЧС 2010                           | -    |          |
| 10-10-2009 | Лібревіль       | Габон                            | 3 – 1     | Марокко                          | Відбір до ЧС 2010                           | -    |          |
| 14-11-2009 | Фес             | Марокко                          | 0 – 2     | Камерун                          | Відбір до ЧС 2010                           | -    | 82'      |
| 11-8-2010  | Рабат           | Марокко                          | 0 – 0     | Екваторіальна Гвінея             | товариський матч                            | -    |          |
| 4-9-2010   | Рабат           | Марокко                          | 0 – 0     | Центральноафриканська Республіка | Відбір до Кубка африканських націй 2012     | -    |          |
| 9-10-2010  | Дар-ес-Салам    | Танзанія                         | 0 – 1     | Марокко                          | Відбір до Кубка африканських націй 2012     | -    |          |
| 17-11-2010 | Белфаст         | Північна Ірландія                | 1 – 1     | Марокко                          | товариський матч                            | -    | 78'      |
| 9-2-2011   | Марракеш        | Марокко                          | 3 – 0     | Нігер                            | товариський матч                            | -    | 55' 76'  |
| 27-3-2011  | Аннаба          | Алжир                            | 1 – 0     | Марокко                          | Відбір до Кубка африканських націй 2012     | -    |          |
| 4-6-2011   | Марракеш        | Марокко                          | 4 – 0     | Алжир                            | Відбір до Кубка африканських націй 2012     | 1    |          |
| 4-9-2011   | Бангі           | Центральноафриканська Республіка | 0 – 0     | Марокко                          | Відбір до Кубка африканських націй 2012     | -    |          |
| 9-10-2011  | Марракеш        | Марокко                          | 3 – 1     | Танзанія                         | Відбір до Кубка африканських націй 2012     | -    |          |
| 23-1-2012  | Лібревіль       | Марокко                          | 1 – 2     | Туніс                            | Кубок африканських націй 2012 - 1-й етап    | -    | 33'      |
| 27-1-2012  | Лібревіль       | Габон                            | 3 – 2     | Марокко                          | Кубок африканських націй 2012 - 1-й етап    | -    | 90+5'    |
| 29-2-2012  | Марракеш        | Марокко                          | 2 – 0     | Буркіна-Фасо                     | товариський матч                            | -    |          |
| 25-5-2012  | Марракеш        | Марокко                          | 0 – 1     | Сенегал                          | товариський матч                            | -    |          |
| 2-6-2012   | Банжул          | Гамбія                           | 1 – 1     | Марокко                          | Відбір до ЧС 2014                           | -    |          |
| 9-6-2012   | Марракеш        | Марокко                          | 2 – 2     | Кот-д'Івуар                      | Відбір до ЧС 2014                           | -    |          |
| 15-8-2012  | Рабат           | Марокко                          | 1 – 2     | Гвінея                           | товариський матч                            | -    |          |
| 13-10-2012 | Марракеш        | Марокко                          | 4 – 0     | Мозамбік                         | Відбір до Кубка африканських націй 2013     | -    |          |
| 8-1-2013   | Йоганнесбург    | Замбія                           | 0 – 0     | Марокко                          | товариський матч                            | -    | 46'      |
| 12-1-2013  | Йоганнесбург    | Намібія                          | 1 – 2     | Марокко                          | товариський матч                            | -    | 34' 84'  |
| 19-1-2013  | Йоганнесбург    | Ангола                           | 0 – 0     | Марокко                          | Кубок африканських націй 2013 - 1-й етап    | -    | 56'      |
| 23-1-2013  | Дурбан          | Марокко                          | 1 – 1     | Кабо-Верде                       | Кубок африканських націй 2013 - 1-й етап    | -    |          |
| 27-1-2013  | Дурбан          | Марокко                          | 2 – 2     | ПАР                              | Кубок африканських націй 2013 - 1-й етап    | -    |          |
| 14-8-2013  | Танжер          | Марокко                          | 1 – 2     | Буркіна-Фасо                     | товариський матч                            | -    | кап.     |
| 11-10-2013 | Агадір          | Марокко                          | 1 – 1     | ПАР                              | товариський матч                            | -    | 80' кап. |
| 23-5-2014  | Фару            | Мозамбік                         | 0 – 4     | Марокко                          | товариський матч                            | -    | кап.     |
| 9-10-2014  | Марракеш        | Марокко                          | 4 – 0     | Центральноафриканська Республіка | товариський матч                            | -    | 70' кап. |
| 13-10-2014 | Марракеш        | Марокко                          | 3 – 0     | Кенія                            | товариський матч                            | -    | кап.     |
| 13-11-2014 | Агадір          | Марокко                          | 6 – 1     | Бенін                            | товариський матч                            | -    | кап.     |
| 28-3-2015  | Агадір          | Марокко                          | 0 – 1     | Уругвай                          | товариський матч                            | -    |          |
| 12-6-2015  | Агадір          | Марокко                          | 1 – 0     | Лівія                            | Відбір до Кубка африканських націй 2017     | -    |          |
| 12-11-2015 | Агадір          | Марокко                          | 2 – 0     | Екваторіальна Гвінея             | Відбір до ЧС 2018                           | -    | кап.     |
| 15-11-2015 | Бата            | Екваторіальна Гвінея             | 1 – 0     | Марокко                          | Відбір до ЧС 2018                           | -    | кап.     |
| 27-5-2016  | Танжер          | Марокко                          | 2 – 0     | Республіка Конго                 | товариський матч                            | -    | кап.     |
| 3-6-2016   | Радес           | Лівія                            | 1 – 1     | Марокко                          | Відбір до Кубка африканських націй 2017     | -    | кап.     |
| 31-8-2016  | Шкодер          | Албанія                          | 0 – 0     | Марокко                          | товариський матч                            | -    | кап. 64' |
| 12-11-2016 | Марракеш        | Марокко                          | 0 – 0     | Кот-д'Івуар                      | Відбір до ЧС 2018                           | -    | кап.     |
| 9-1-2017   | Аль-Айн         | Марокко                          | 0 – 1     | Фінляндія                        | товариський матч                            | -    | кап.     |
| 16-1-2017  | Оєм             | ДР Конго                         | 1 – 0     | Марокко                          | Кубок африканських націй 2017 - 1-й етап    | -    | кап.     |
| 20-1-2017  | Оєм             | Марокко                          | 3 – 1     | Того                             | Кубок африканських націй 2017 - 1-й етап    | -    | кап.     |
| 24-1-2017  | Оєм             | Марокко                          | 1 – 0     | Кот-д'Івуар                      | Кубок африканських націй 2017 - 1-й етап    | -    | кап. 30' |
| 29-1-2017  | Порт-Жантіль    | Єгипет                           | 1 – 0     | Марокко                          | Кубок африканських націй 2017 - чвертьфінал | -    | кап.     |
| 1-9-2017   | Рабат           | Марокко                          | 6 – 0     | Малі                             | Відбір до ЧС 2018                           | -    | кап.     |
| 5-9-2017   | Бамако          | Малі                             | 0 – 0     | Марокко                          | Відбір до ЧС 2018                           | -    | кап.     |
| 7-10-2017  | Касабланка      | Марокко                          | 3 – 0     | Габон                            | Відбір до ЧС 2018                           | -    | кап.     |
| 11-11-2017 | Абіджан         | Кот-д'Івуар                      | 0 – 2     | Марокко                          | Відбір до ЧС 2018                           | 1    | кап.     |
| 23-3-2018  | Турин           | Сербія                           | 1 – 2     | Марокко                          | товариський матч                            | -    | кап.     |
| 31-5-2018  | Женева          | Марокко                          | 0 – 0     | Україна                          | товариський матч                            | -    | кап. 46' |
| 4-6-2018   | Женева          | Словаччина                       | 1 – 2     | Марокко                          | товариський матч                            | -    | кап.     |
| 9-6-2018   | Таллінн         | Естонія                          | 1 – 3     | Марокко                          | товариський матч                            | -    | кап. 46' |
| 15-6-2018  | Санкт-Петербург | Марокко                          | 0 – 1     | Іран                             | ЧС 2018 - 1-й етап                          | -    | кап.     |
| 20-6-2018  | Москва          | Португалія                       | 1 – 0     | Марокко                          | ЧС 2018 - 1-й етап                          | -    | кап. 40' |
| 16-11-2018 | Касабланка      | Марокко                          | 2 – 0     | Камерун                          | Відбір до Кубка африканських націй 2019     | -    | кап.     |
| 20-11-2018 | Радес           | Туніс                            | 0 – 1     | Марокко                          | товариський матч                            | -    | кап. 46' |
| Усього     |                 | Матчів                           | 61        |                                  | Голів                                       | 2    |          |